# ويليام ماسون (ملحن)
ويليام ماسون (بالإنجليزية: William Mason)‏ هو ملحن وعازف بيانو أمريكي، ولد في 24 يناير 1829 في بوسطن في الولايات المتحدة، وتوفي في 14 يوليو 1908 في نيويورك في الولايات المتحدة.

## وصلات خارجية
- ويليام ماسون على موقع ميوزك برينز (الإنجليزية)
- ويليام ماسون على موقع ديسكوغز (الإنجليزية)